# Admirável Chip Novo
Admirável Chip Novo é o álbum de estreia da artista musical brasileira Pitty. O seu lançamento ocorreu em 3 de abril de 2003, através da gravadora independente Deckdisc. Após se desligar das atividades como vocalista do grupo de hardcore punk Inkoma, Pitty continuou a compor novas canções, porém sem quaisquer pretensões de registrá-las naquele momento. Em 2002, Pitty foi procurada pelo produtor musical e executivo da Deckdisc, Rafael Ramos, que lhe pediu uma fita com suas composições em voz e violão. Depois de ouvir o material gravado, ele a contratou para o selo em um acordo de diversos álbuns. Pitty viajou para o Rio de Janeiro para trabalhar no álbum, com diversos músicos, como Joe, Peu Sousa e Duda Machado. O disco trouxe onze faixas totalmente autorais, compostas apenas pela intérprete, sendo que somente uma delas foi concebida em parceria. Musicalmente, incorpora estilos hard rock e rock alternativo, com letras que convidam a refletir sobre padrões sociais e o consumismo.
Admirável Chip Novo obteve análises positivas da mídia especializada, a qual o elogiou como um forte projeto de estreia. Durante a cerimônia de 2004 do Grammy Latino, o projeto concorreu ao prêmio de Melhor Álbum de Rock Brasileiro. Comercialmente, tornou-se o disco em que Pitty foi "descoberta" e estabeleceu notoriedade em todo o Brasil. Foi premiado com o certificado de platina, reconhecendo mais de duzentas mil cópias vendidas.
Seis singles foram lançados do álbum, incluindo "Máscara", "Admirável Chip Novo" e "Teto de Vidro", cujos vídeos musicais se tornaram sucesso em canais televisivos e figuraram em trilhas sonoras de produções televisivas. Além disso, seus vídeos renderam à intérprete várias indicações ao MTV Video Music Brasil por dois anos seguintes. Como forma de divulgação do material, Pitty se apresentou em vários programas de televisão e iniciou uma digressão que percorreu o Brasil. Em retrospecto, profissionais especializados destacam a influência do disco na música popular da época, especialmente como ele ajudou a reinventar o rock brasileiro na cultura de massa da década de 2000. Eles também destacam a maneira como Pitty atraiu a atenção de ouvintes mais jovens para o gênero em meio a um período dominado por expoentes do pop romântico.

## Antecedentes e desenvolvimento
"Eu tinha as músicas em voz e violão, então houve um pré-produção [do álbum] com os meninos [instrumentistas] e o Rafa[el] acompanhando. Todos nós fizemos os arranjos e depois, durante a gravação, muita coisa foi experimentada e criada. Trabalhar com o Rafael é diversão, deleite, a gente é irmão e contemporâneo das mesmas coisas. Temos referências parecidas. Ele é esperto, ligado em música, conhece o antigo e busca o novo".

— Pitty falando sobre o desenvolvimento do álbum para o Território da Música.
O primeiro investimento profissional de Pitty em sua carreira musical ocorreu em 1998, quando assumiu os vocais do Inkoma; uma banda de hardcore punk formada em Salvador, Bahia. O conjunto fez com que ela conseguisse certo grau de notoriedade no cenário underground de sua cidade natal, principalmente após gravarem um disco demo que, lançado naquele mesmo ano, vendeu 15 mil cópias. Foi liberado, ainda, uma música de trabalho, intitulada "Soneto", que ganhou um vídeo musical inspirado na obra do poeta Gregório de Matos, e lançaram o seu primeiro extended play (EP), Influir, em 2000, pelo selo independente Tamborete Entertainment. No entanto, eles romperam no ano seguinte. De acordo com Pitty, isso ocorreu "porque cada um tava a fim de fazer uma coisa, foi bem natural. A gente nem chegou a decretar o fim da banda, foi indo".
Em seguida, ela decidiu se dedicar aos estudos e ingressou no curso de Música da Universidade Federal da Bahia, onde estudou por dois semestres. Nesta época, a artista continuou a escrever novas canções, sem pretensão de gravá-las naquele momento. Até que o produtor musical Rafael Ramos — quem Pitty conheceu em 1998 através do mesmo circuito que frequentava com o Inkoma —, demonstrou interesse em conhecer as suas composições, vindo, em seguida, a convidá-la para registrá-las em um álbum que seria publicado por sua editora, a recém criada Deckdisc. Em entrevista ao jornal Folha de S.Paulo, Pitty relatou o acontecimento: "Depois que a banda acabou, continuei fazendo música. Não sabia bem para que, mas continuei compondo só com voz e violão e gravando num gravadorzinho de mão. Um dia, o Rafael me ligou e pediu para ouvir a fita. Mandei para ele de brincadeira, porque estava tudo bem tosco, mal gravado. Mesmo assim, ele gostou e me convidou para gravar o disco".
Para as sessões de gravação do projeto, a musicista foi morar sozinha em um apartamento alugado pelo selo no Rio de Janeiro. Como ela não tinha banda de apoio, uma tentativa de usar músicos cariocas a deixou insatisfeita, conforme contou à Vice: "'Tinha feito até testes com outros músicos no Rio, e eu pensava: 'Gente, não, essa banda tem que ser a galera de Salvador, tá estranho, tá esquisito'". Então, ela convidou seus conterrâneos, Joe, Peu Sousa e Duda Machado, para contribuírem com bateria, guitarra e baixo na obra, respectivamente. À TPM, ela descreveu o processo de montagem da banda: "Ficava com receio de levar o Duda porque achava que nosso [então] relacionamento [amoroso] acabaria se misturássemos as coisas. Só que a data-limite chegou e eu falei: 'Vamos lá!'. Aí apareceu o Joe e o Peu e fomos numa batida de: 'Gravamos e depois a gente vê o que dá'. Ficamos um tempo resolvendo se era ou não uma banda. Eu queria que fosse, mas não sabia se eles iam continuar comigo, então botamos o nome de Pitty". Além dos citados, o trabalho conta com participações especiais; Jaques Morelembaum empresta seu violoncelo à "Temporal" e Liminha toca uma linha de baixo em "Equalize". Com exceção dessa última citada, a intérprete escreveu sozinha cada uma das onze faixas presentes no álbum. No total, suas sessões de gravação ocorreram no Estúdio Tambor ao longo dos anos de 2002 e 2003.

## Título e arte

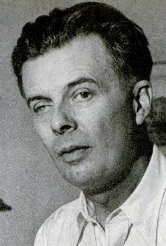
Para o título e conceito do álbum, Pitty se inspirou no livro Admirável Mundo Novo, de Aldous Huxley (imagem).

Para nomear o álbum, Pitty se inspirou em Admirável Mundo Novo, um livro de ficção científica escrito pelo autor britânico Aldous Huxley, publicado originalmente em 1932. A cantora queria que o título fizesse uma ligação com o conceito do livro, que trata de uma sociedade nos anos 2500 sem consciência crítica sobre a realidade. A acadêmica Carolina Quarteu Rivera, da Universidade Federal da Paraíba, indicou que tanto o título do álbum, da canção com nome homônimo, como as temáticas que permeiam, dão unidade à obra e "tratam da manipulação e alienação humana atual que através de um sistema operacional nos programa como se fôssemos robôs. Nesse ponto, a referida obra musical nos leva à reflexão de que os nossos direitos à liberdade, à autonomia da vontade, à livre expressão e manifestação do pensamento, entre outros, que supostamente nos tornam livres, na verdade, nos tornam apenas 'marionetes' dentro desse grande sistema controlado pelo capitalismo". Em entrevista à MTV Brasil, a musicista explicou de forma mais aprofundada sobre essa influência: "É um livro que eu me amarro. Eu sempre gostei muito de ler e, no momento que estava compondo as músicas para o disco, essa obra estava muito presente no meu dia a dia. Eu tinha acabado de reler o livro e de assistir Clube da Luta (1999) — um filme que me impressionou bastante por abordar a temática da robotização humana, da padronização, do que é certo ou errado, de regras e dogmas —, e acabaram me influenciando na hora de compor".
Sob a direção artística de João Augusto, as fotos para o encarte de Admirável Chip Novo foram registradas pelo fotógrafo de moda Christian Gaul. A capa do álbum traz uma foto do rosto de Pitty, do lado esquerdo de quem vê, em primeiro plano. Sua face remete a alguém paralisado, ao mesmo tempo, em estado de alerta e robotizado diante de algo tenebroso diante de si. O nome da artista aparece grafado no plano central da imagem, num azul quase roxo, quase que sublinhado pelo título do álbum. Este, grafado em branco e preto, de maneira "embaralhada", metaforiza um borrão, grafitado – em que a tinta negra escorre, feito sangue e óleo de homens máquinas, o que vai ao encontro da expressão vidrada do olhar hipnótico da imagem da artista, envolta por fios de náilon encorpados como arames. Danyllo Ferreira Leite Basso, em seu artigo para a Universidade Estadual Paulista, observou que este último elemento tinha como intenção aludir "as cadeias microscópicas dos poderes que nos cerceiam e nos dão a impressão de liberdade em nosso aprisionamento digital". O pesquisador também sentiu que "cores metálicas, tanto a do tom de azul quanto ao do cinza", que colorem a imagem, "referem-se à mecanicidade dos sujeitos. O tom frio leva-nos ao inverno das relações desumanizadas, distantes e em colapso, seja entre as pessoas e o mundo".

## Repercussão

### Crítica profissional
| Críticas profissionais | Críticas profissionais |
| Avaliações da crítica  | Avaliações da crítica  |
| Fonte                  | Avaliação              |
| ---------------------- | ---------------------- |
| CliqueMusic            | [ 10 ]                 |
| Folha de S.Paulo       | [ 11 ]                 |
| O Globo                | Positiva               |
| Tribuna da Imprensa    | [ 13 ]                 |

Admirável Chip Novo recebeu avaliações em sua maioria positivas da crítica musical especializada. Para a Folha de S.Paulo, Pedro Alexandre Sanches classificou o conjunto com três de cinco estrelas. O escritor sentiu que Pitty não decepciona em sua estreia solo, a qual une "faixas [sonoramente] pesadas com letras expertas" e outras "experimentais com arranjos de cordas e violões", algo que o rock brasileiro da época, analisa, "estava carente". Bruno Porto, do jornal O Globo, recomendou o projeto ao seus leitores, dizendo que embora nele Pitty não explore seus vocais gritados e nem a sonoridade punk como nas canções do Inkoma, ela continuava fazendo um rock vigoroso, em um "disco muito bem produzido" e que reafirmava sua personalidade artística. Da mesma forma, Fabiana Bártholo, da MTV Brasil, comentou que a "aura que cerca o álbum indica, por alto, que apareceu alguém com atitude, amante do rock and roll e com desejo de transmitir para seu público um mínimo de conteúdo". Rafael Fracacio, do portal Let's Rock!, definiu Admirável Chip Novo como "uma grande explosão de rock. Som pesado, músicas consistentes, vocais precisos, letras repletas de poesia e conteúdo", o que "não o deixa nada a dever a qualquer obra do gênero". Encerra, o considerando "obrigatório para quem curte poesia, reflexão, e principalmente, rock de verdade".
Escrevendo para o jornal Tribuna da Imprensa, Tatiana Tavares concedeu duas de quatro estrelas para o disco. Em uma revisão menos entusiasta, ela prezou os vocais de Pitty, mas analisou que seu primeiro álbum não era tão consistente, escrevendo: "Admirável Chip Novo é um "disco de menina" que, não optou pelo pop romântico nonsense ou pela postura mal amada das roqueiras americanas", é "agressivo, com guitarras fortes", como em "Máscara", mas "com pontos fracos", como em "O Lobo" que, ao seu ver, "exibe uma letra pretenciosa"; a periodista expressa que um disco de estreia "está sujeito a este tipo de coisa" e que "as vezes é necessário atirar para mais de uma direção para conseguir escolher aonde ir, e é exatamente o que Pitty faz". De forma mais favorável, encerra o avaliando como "uma boa estreia" e como um sinal de um "inicio de uma carreira promissora". Dando duas estrelas de cinco totais, Marco Antonio Barbosa, do CliqueMusic, compartilhou de opinião similar a de Tavares, também apreciando os vocais da intérprete, assim como suas composições que "não desapontam"; contudo, sentiu que o trabalho "peca por ser um tantinho ambicioso demais", acrescentando: "Há todo um conceito meio 'distópico-quase-pós-apocalíptico', que se reflete nas letras e no visual do CD, que acaba soando ingênuo em vista do resultado final". O profissional, ainda, foi negativo em relação à produção "polida e radiofônica" de Ramos, dizendo "que tira um pouco da 'rascância' natural da banda". O resultado final, avalia, é um disco com "diversidade, solidez nas composições e qualidade nas performances. Mesmo que não tenha chegado para mudar nada".

### Prêmios
Na 5.ª cerimônia do Grammy Latino, Admirável Chip Novo foi indicado a Melhor Álbum de Rock Brasileiro, mas perdeu para Cosmotron, de Skank. Na 9.ª edição do MTV Video Music Brasil, Pitty foi nomeada em duas categorias; Artista Revelação e Votos da Audiência, porém não obteve qualquer vitória. Já na cerimônia do ano seguinte da premiação, ela venceu em duas categorias; Videoclipe de Rock, por "Equalize", e Escolha da Audiência. "Semana que Vem" foi laureado como Melhor Clipe no Prêmio Multishow de Música Brasileira, enquanto que "Equalize" foi nomeado a Melhor Música. O Meus Prêmios Nick elegeu "Semana que Vem" como Melhor Clipe Nacional, enquanto o Troféu Rádio Rock de Melhor Música Nacional foi entregue a "Equalize".

### Comercial
Admirável Chip Novo se tornou, segundo a análise de Flavia Monteiro, jornalista d''O Globo, um "furacão" no cenário do rock brasileiro e, encerrou 2003 como o disco mais vendido do gênero. Posteriormente, recebeu um certificado de platina no país, indicando vendas que já ultrapassaram a marca de 250 mil cópias. De acordo com o provedor de conteúdo iMusica, o disco teve mais de 2 942 compras digitais em sua plataforma até outubro de 2005 — quantia considerada significativa para época —, a um preço de 1,99 reais cada.

## Estrutura musical
"Não existe um objetivo pensado de passar alguma coisa. São observações e críticas pessoais, e sentimentos pessoais que as pessoas acabam se identificando. Tem muita gente, que assim como eu, vive perplexa e questionando esse caos que nos cerca. Talvez por isso acabe refletindo a sensação de outras pessoas".

 —A intérprete falando sobre o conteúdo do disco.
Do ponto de vista musical, Admirável Chip Novo  é um álbum de hard rock e rock alternativo que incorpora elementos da nu metal, punk-rock e grunge em sua composição. As letras, de modo geral, questionam o papel do homem no mundo, a valorização da aparência na sociedade moderna e a necessidade de liberdade para o espírito. Ela concordou com essa avaliação, em entrevista para o Correio,  dizendo: "Não pensei num conceito fechado, mas esses temas são recorrentes, de fato. Me preocupa a superficialidade das coisas hoje em dia, até pela própria urgência da urbanidade". Apenas uma letra do disco aborda o romantismo amoroso, "Equalize". A este respeito, a intérprete explicou: "Olha, sou até romântica, mas eu não sei falar de amor, dialeticamente falando, sabe. E depois tem tanta gente que já faz isso tão bem que prefiro me dedicar a outros assuntos". "Teto de Vidro" abre o álbum tendo a hipocrisia como o tema central da letra. Em seus versos, Pitty aponta para que se repense os próprios atos ao olhar para a vida alheia, usando um paralelo ao texto bíblico sobre atirar pedras no outro. O ritmo do refrão é frenético, acelerado, enfatizado por solos de guitarra, batidas repetidas de bateria e gritos. A faixa-título, "Admirável Chip Novo", é a seguinte. Liricamente, a intérprete expressa uma crítica contra "o sistema" e à indução de consumo alienante, no qual o ser humano é retratado como um robô através de uma metáfora. A letra fala como este deve aceitar e absorver tudo o que é jogado pela mídia, pelo mercado, pela tecnologia, sem senso crítico e nem contestação, sempre obedecendo ao "mestre", sem questioná-lo, uma mensagem evidenciada no refrão: "Pense, fale, compre, beba / Leia, vote, não se esqueça / Use, seja, ouça, diga / Tenha, more, gaste, viva / Não sinhô, sim sinhô, não sinhô, sim sinhô".
"Máscara" discute a autenticidade das pessoas, muitas vezes oculta atrás de uma farsa para serem aceitas por uma sociedade hipócrita e castrante. "Equalize", a primeira balada do álbum, demonstra um lado mais romântico da artista, com uma letra que compara o amante a uma obra de arte perfeita, sempre fazendo alusão a uma música perfeita. Admirável Chip Novo prossegue com "O Lobo". Aqui, de forma irônica, Pitty realiza uma comparação entre o homem com o animal lobo, onde a caça é o próprio caçador. Um retrato fiel da capacidade do ser humano em se autodestruir e dizimar sua própria espécie, sem respeito ao próximo ou no futuro. Com temática lírica similar, a sexta canção, "Emboscada", aborda um sujeito que prepara "emboscadas, armadilhas" para o outro. "Do Mesmo Lado" foi descrita por um crítico como a peça sonoramente mais pesada do álbum. Acompanhada por guitarras, bateria, baixo e vocais rasgados, discorre sobre um movimento exotópico de alguém que se coloca no lugar do outro, e, então, percebe-se em "pé de igualdade", "do mesmo lado" que seu outro, ou seja, numa mesma situação de manipulação.
Já "Temporal", foi tida como a mais doce canção do disco. Reflete, em sua letra, a brevidade de um relacionamento e é concretizada pelo trabalho de acordes de violões, violinos e violoncelos. Em "Só de Passagem", a intérprete trata da efemeridade da vida e propaga, com base nisso, o desapego, o não acúmulo e consumo de capital. Musicalmente comtempla riffs pesados, refrão melódico e rítmica. "I Wanna Be" contém linhas em inglês em seu refrão, numa letra metafórica, que revela um sentimento de revolta contra a inércia intelectual dos indivíduos que constituem uma sociedade hipócrita, em que os comportamentos aparentes se sobrepõem a autenticidade de sujeitos que mostram o que não são, para poderem estar inseridos em determinado meio e não serem subjugados. Admirável Chip Novo se encerra com "Semana que Vem" que se configura como um "recado" ao ouvinte: para que não deixe para próxima semana algo que se pode realizar agora.

## Promoção

### Singles
"Máscara" foi lançado em 21 de março de 2003 como o primeiro single de Admirável Chip Novo. Na época, a Deckdisc teve receio se este seria uma aposta correta, conforme revelado por Pitty em entrevista: "[A gravadora disse] 'Máscara'? tá doida? a música tem quase 5 minutos, parte em inglês, muro de guitarra no refrão. Não vai tocar em lugar nenhum' [mas] a [minha] intuição dizia que tinha que ser essa e foi". O vídeo musical correspondente foi dirigido por Maurício Eça. Nele, a cantora e sua banda tocam em um tipo de galpão. Juízes de preto julgam eles. Enquanto isso, um homem vestido de pai de santo apresenta "raridades" em uma gaiola, como: gêmeas vestidas de anjo, um homem idoso vestido de mulher, entre outros. Tornou-se o primeiro vídeo de Pitty a entrar no Disk MTV, da MTV Brasil, onde converteu-se em um sucesso. A faixa foi utilizada como trilha sonora da telenovela das nove horas da Rede Globo, Senhora do Destino, como tema do personagem Shao Lin (Leonardo Miggiorin). "Admirável Chip Novo" foi selecionado como a segunda música de trabalho do projeto, sendo enviada para rádios brasileiras em 5 de agosto. O vídeo musical correspondente foi dirigido por Eça e estreou em 28 de julho no programa Pulso MTV, da MTV Brasil. A gravação apresenta Pitty em um estúdio, fechada, sendo observada por um diretor que também é mirado por um telespectador, que desliga a todos, após desligar um aparelho televisivo. Em 21 de novembro, "Teto de Vidro", sua terceira música de trabalho, é lançada. No videoclipe, também dirigido por Eça, a artista canta a música dentro do estúdio, num lugar fechado e que se encontra cruzado por raios infravermelhos que a espreitam, esperando por um passo fora da linha para fulminá-la. Além disso, constou na trilha sonora da décima primeira temporada da série brasileira Malhação.
"Equalize" foi liberado como o quarto single de Admirável Chip Novo em 28 de abril de 2004. O vídeo musical correspondente foi dirigido por Caíto Ortiz e e Doca Corbett, estreando no Pulso MTV em 28 de julho. Nas cenas, apenas Pitty aparece. Ela é vista sozinha numa casa, fazendo várias atividades, entre elas usar o banheiro com a porta aberta. Durante o refrão ela rodopia com uma saia grande. Algumas tomadas foram computadorizadas, como o próprio rodopio, pétalas de flores se espalhando pelo chão e livros se mexendo na estante. Segundo a própria cantora, "o primeiro corte do vídeo tinha uma cena que propus, que era simular uma masturbação feminina, que sempre foi um tabu também. Foi uma tentativa de mostrar uma imagem que não se mostra". O quinto tema de divulgação retirado do registro foi "Semana que Vem", liberada em 3 de novembro do mesmo ano. Seu videoclipe foi dirigido por Eça, Sérgio Mastrocola e Pablo Nobel e estreou no Pulso MTV em 14 de dezembro. As cenas trazem Pitty cantando a música enquanto envelhece aos poucos, e no final a cantora aparece como uma idosa, dirigindo um carro VW Fox. Para finalizar, "I Wanna Be" foi divulgado como último single em fevereiro de 2005. Sua produção audiovisual filmada em uma casa de shows em São Paulo no mesmo período, e mostra a cantora e sua banda de apoio apresentando a canção para um grande número de pessoas como em um concerto.

### Aparições

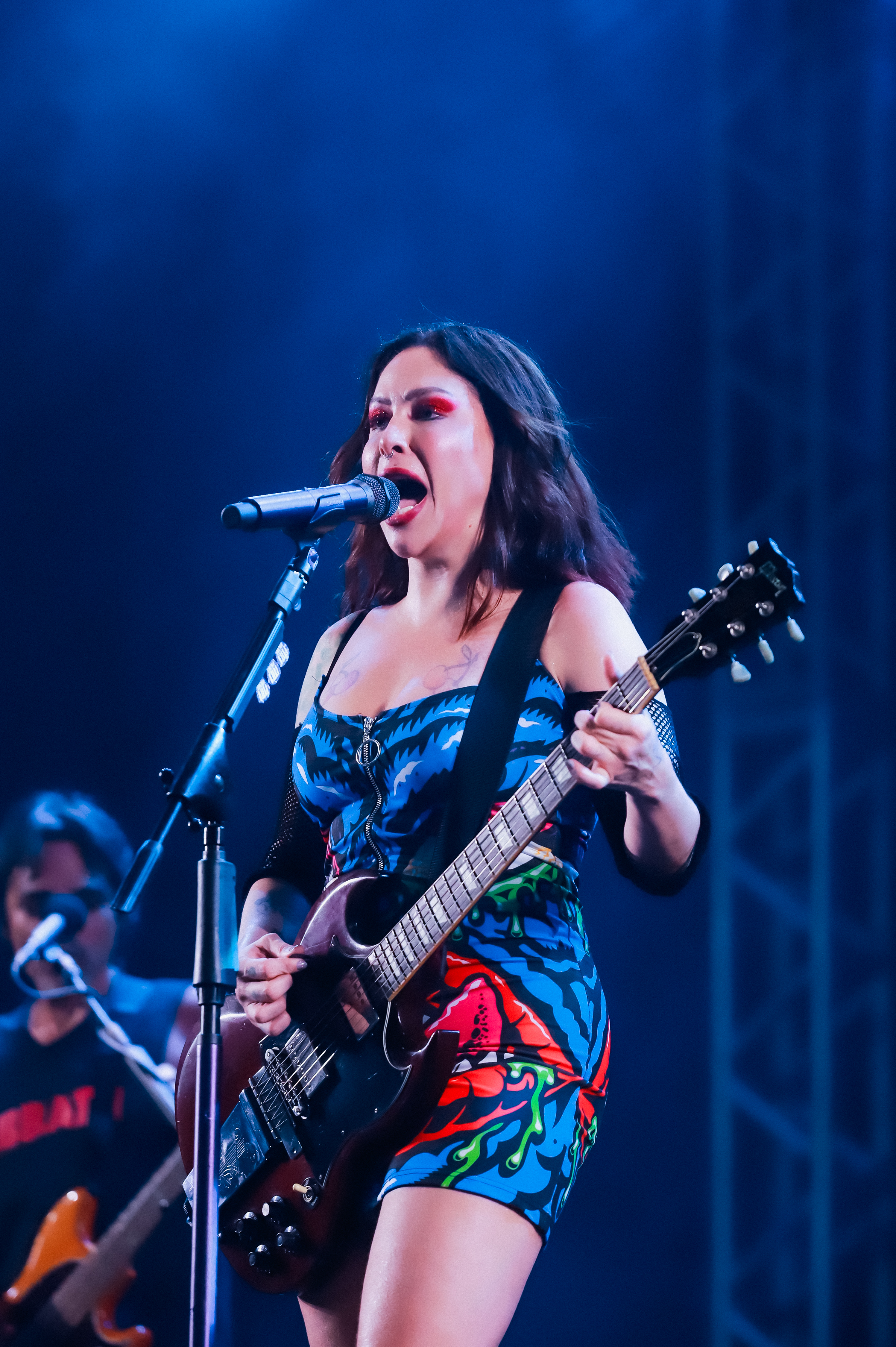
Pitty cantando a faixa título do álbum durante uma apresentação em 2024.

A promoção para Admirável Chip Novo se iniciou em 3 de abril de 2003, quando Pitty se apresentou em uma festa dedicada ao lançamento do álbum na casa de espetáculos Nacional Club, em São Paulo. Na televisão, ela divulgou o registro cantando diversas faixas do mesmo no Gordo a Go-Go, da MTV Brasil, exibido em 6 de março. No Programa do Jô, exibido pela Rede Globo, Pitty foi entrevistada por Jô Soares e cantou "Máscara" e "Admirável Chip Novo"; participação esta que foi posteriormente reprisada no programa em fevereiro do ano seguinte. Em julho, foi destaque no Pulso MTV — para estrear o videoclipe de "Admirável Chip Novo" —, e no Meninas Veneno. Em setembro, apresentou-se no programa Ensaio Geral, do Multishow, com várias canções da obra. O apresentador Serginho Groisman a recebeu em seu programa na Rede Globo, o Altas Horas, onde ela cantou "Admirável Chip Novo". Na 9.ª cerimônia dos MTV Video Music Brasil, realizado em 28 seguinte, Pitty deu voz a "Máscara".
Já no Neurônio MTV, de 24 de janeiro de 2004, atuou como atração musical e participou de uma competição contra a banda Capital Inicial. Em 11 do mês seguinte, um episódio completo do Luau MTV foi inteiramente dedicado à artista, que foi entrevistada por Sarah Oliveira e cantou várias faixas de seu repertório, além de regravações de outros artistas. Entre os dias 17 a 21 de maio, ela estrelou o Família MTV, onde teve sua rotina profissional registrada durante uma semana. No dia 2 do mês seguinte, retornou ao Gordo a Go-Go para tocar e ser entrevistada por João Gordo. Ela também voltou a se apresentar no Ensaio Geral, em 27 de julho. A TV Cultura exibiu, no dia 11 de setembro, uma segunda aparição da cantora no Bem Brasil. Em outubro, ela também esteve no Caldeirão do Huck, da Globo, cantando "Admirável Chip Novo" e "Teto de Vidro", além de uma regravação, "Girls Just Want to Have Fun", de Cyndi Lauper. No mês seguinte, já na fase final de promoção de seu disco, tocou as duas músicas anteriormente citadas no Domingão do Faustão, da mesma emissora.
A promoção de Admirável Chip Novo continuou com a Admirável Turnê Nova, que começou em abril de 2003 e percorreu cidades brasileiras. A passagem da digressão pelo Festival de Verão Salvador, em 1 de fevereiro de 2004, foi assistida por mais de 50 mil pessoas. Para celebrar o 20º aniversário de Admirável Chip Novo, Pitty embarcou em uma segunda turnê dedicada a obra, nomeada #ACNXX, que se iniciou em 1 de abril de 2023. Um álbum de vídeo foi lançado como Admirável Vídeo Novo em 2004. Além da gravação das apresentações da turnê, o álbum incluiu dois documentários, que apresentavam conversas de estúdio e de bastidores, além de versões de sucessos tocados por ela e sua banda durante a turnê.

## Legado e impacto
"O começo dos anos 2000 não foi o cenário mais confortável para uma artista mulher e nordestina se lançar no rock. Na época, o axé ainda vivia sua era de ouro, herdada especialmente dos anos [19]90, e as mulheres sofriam com objetificação [sexual] o tempo inteiro. Acontece que mesmo assim, Pitty não temeu caminhar na contramão e sem saber, abriu caminhos".

— Ana Beatriz Gonçalves, da revista GQ.
O álbum de estreia de Pitty foi de grande significância para a cultura popular e a indústria da música do Brasil. Diversos veículos especializados o creditaram como uma das obras que ajudaram a moldar o rock brasileiro do século XXI, notando que seu lançamento ainda serviu como base para futuras bandas e artistas do gênero, além de tê-lo apresentado a um público até então não consumidor, e tornou a intérprete um nome familiar no país. De acordo com o jornalista musical Pedro Hollanda, com Admirável Chip Novo, Pitty trouxe o "que faltava na cena [musical] naquele momento, e se destacou como uma das poucas mulheres a alcançar grande sucesso no rock [do país]". Ele observou que "por mais que o Charlie Brown Jr e o Planet Hemp tivessem introduzido elementos hardcore para o mainstream, eles ainda carregavam influências de rap e hip-hop, além de letras lidando com temáticas completamente diferentes". De igual forma, o editor Mike Faria apontou que a "cantora atingiu, sobretudo, um público que ainda não se sentia parte das bandas de sucesso da época até então, dominadas pela figura masculina". Joel Rocha, da página Moodgate, considera que "a atitude autêntica de Pitty abriu portas não só para novas bandas, mas também para outras mulheres, tal qual Rita Lee o fez antes. Ela teve um papel importante na quebra de estereótipos de gênero dentro do rock, numa época em que a maioria dos grupos eram compostos por homens e a misoginia era ainda mais forte dentro desse nicho". Para Hollanda, o sucesso da obra ajudou a renascer a presença feminina no mainstream do rock brasileiro, em uma época em que outras representantes do estilo como Rita Lee e Paula Toller já "viviam de legado", e Cássia Eller "havia falecido".

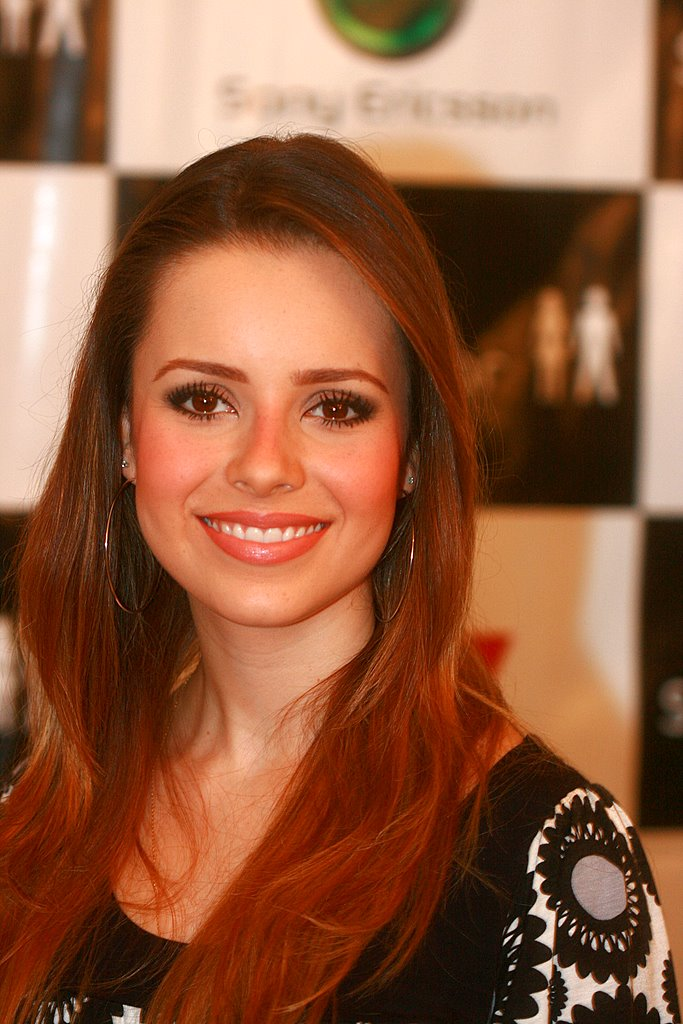
A ascensão de Pitty com Admirável Chip Novo, foi observada pela mídia como um material que se contrapunha à música pop romântica produzida por cantoras como Sandy (imagem) e outras que lideravam a preferência dos adolescentes na década de 2000 no Brasil.

A ascensão de Pitty representou um contraponto ao último fluxo de artistas oriundos da Bahia que obtiveram grande projeção na música brasileira até então, como expoentes da axé music, sendo ela um diferencial ao apostar no rock. Com isso, a artista foi creditada por apresentar uma quebra do construto popular do axé como o único estilo musical produzido no estado e por abrir novas portas para que artistas fora do eixo Centro-Sul do Brasil pudessem se espelhar, de "alguém que atingiu o sucesso sem abrir mão de ser quem era". Opinião ecoada por João Bernardo Caldeira, crítico do Jornal do Brasil, que comentou que o surgimento da artista "num momento de crise, de escassos investimentos da indústria fonográfica", "representa[va] um sopro de esperança para todo o cenário independente e underground, que teme não ver a luz no fim do túnel. Ela é a prova viva de que trabalho árduo e dedicação ainda podem levar a música brasileira a algum lugar. Prova também que é possível fazer sucesso em todo o Brasil sem deixar para trás seu DNA indie e as raízes fincadas na cena roqueira de Salvador. Tão mainstream quanto um McDonald´s, tão errante quanto um Michael Moore". As letras e a sonoridade de Admirável Chip Novo fizeram Beatriz Velloso, da revista Época, posicioná-la como opção no mercado brasileiro — de consumo juvenil, principalmente —, a cantoras de apelo pop romântico como Sandy e Wanessa Camargo. Em contraste com estas, que focavam em composições baseadas em relacionamentos amorosos, Pitty estava incitando os ouvintes a realizarem questionamentos sociais e a autoaceitação com a personalidade e aparência.
Devido a sua exploração por tais temas, a jornalista Tácito Chimato disse que o disco representou a voz de uma geração de jovens "com raiva do mundo, que muitas vezes não sabe colocar em palavras a revolta que o cabe, e encontrou em uma cena um espaço de acolhimento comum as coisas que sentia e passava no início de juventude". Em retrospecto, Mari Pacheco, do Popline, sentiu que a obra antecipou assuntos que servem de analogia a discussões tratadas anos mais tarde, como a cultura do cancelamento ("Teto de Vidro") e resgate da individualidade ("Máscara"). Outra análise realizada sobre o álbum enalteceu a cantora por subverter ótica de "que, no Brasil, pra fazer sucesso, a música precisa ser de fácil assimilação, e no caso de uma mulher, o corpo precisa fazer parte do produto"; Pitty, na visão do crítico, conseguiu "chamar atenção de uma juventude que não estava disposta a pensar, mas prestou atenção nas mensagens das canções e a catapultou para o sucesso insano". O estilo da artista no álbum foi, ainda, notado por se tornar tendência em várias jovens da época, com adolescentes emulando a roupa e os acessórios que a cantora usava, pintando os cabelos, usando munhequeiras no pulso e gargantilhas. Com 1606 votos, Admirável Chip Novo foi eleito o 4.° melhor álbum nacional de 2003, por eleitores da Folha de S.Paulo. Mais tarde, editores do mesmo periódico o listaram como um dos "50 álbuns que formaram a identidade musical brasileira nos anos 2000".

## Faixas
Todas as faixas escritas por Pitty, exceto onde indicado
| Admirável Chip Novo |                       |                   |         |  |
| N.º                 | Título                | Compositor(es)    | Duração |  |
| 1.                  | "Teto de Vidro"       |                   | 3:32    |  |
| 2.                  | "Admirável Chip Novo" |                   | 3:11    |  |
| 3.                  | "Máscara"             |                   | 4:49    |  |
| 4.                  | "Equalize"            | Pitty · Peu Sousa | 3:52    |  |
| 5.                  | "O Lobo"              |                   | 3:38    |  |
| 6.                  | "Emboscada"           |                   | 3:13    |  |
| 7.                  | "Do Mesmo Lado"       |                   | 5:12    |  |
| 8.                  | "Temporal"            |                   | 4:05    |  |
| 9.                  | "Só de Passagem"      |                   | 2:09    |  |
| 10.                 | "I Wanna Be"          |                   | 2:32    |  |
| 11.                 | "Semana que Vem"      |                   | 3:39    |  |
| Duração total:      | Duração total:        | Duração total:    | 39:31   |  |

| Admirável Vídeo Novo (DVD) |                                      |         |  |
| N.º                        | Título                               | Duração |  |
| 1.                         | "Do Mesmo Lado" (documentário)       | 38:18   |  |
| 2.                         | "Tem Alguém Lá Fora?" (documentário) | 38:34   |  |
| 3.                         | "Máscara" (videoclipe)               | 4:59    |  |
| 4.                         | "Admirável Chip Novo" (videoclipe)   | 3:27    |  |
| 5.                         | "Teto de Vidro" (videoclipe)         | 3:47    |  |
| 6.                         | "Equalize" (videoclipe)              | 4:15    |  |
| Duração total:             | Duração total:                       | 1:33:20 |  |

## Créditos e pessoal
Todo o processo de elaboração de Admirável Chip Novo atribui os seguintes créditos:
Locais
- Gravação e mixagem: Estúdio Tambor (Rio de Janeiro)
- Masterização: Magic Master (Rio de Janeiro)

Gestão e produção
- Gravação e mixagem: Rodrigo Vidal
- Produção musical: Rafael Ramos
- Pré-produção: Pitty, Duda Machado
- Direção artística: João Augusto
- Assistência de gravação e mixagem: Jorge Guerreiro
- Assistência de produção: Tatiana Horácio
- Masterização: Ricardo Garcia
- Fotografia: Christian Gaul
- Projeto e design gráfico: Mate Lelo

Instrumentação
- Vocais: Pitty
- Guitarras: Peu Sousa
- Baixo: Dunga (todas exceto a faixa 4), Liminha (apenas faixa 4)
- Bateria: Duda Machado
- Violão: Paulinho Moska (apenas faixa 8), Luciano Granja (apenas faixa 8), Rick Ferreira (apenas faixa 8)
- Carrilhão de orquestra: Sacha Amback (apenas faixa 8)
- Arranjos de cordas: Jota Moraes
- Violino: Ricardo Amado
- Violoncelo: Jaques Morelenbaum